# Bildziugi (rejon szarkowszczyński)
Bildziugi (biał. Більдзюгі; ros. Бильдюги) – agromiasteczko na Białorusi, w obwodzie witebskim, w rejonie szarkowszczyńskim, w sielsowiecie Bildziugi.

## Historia
W czasach zaborów wieś w gminie Jody oraz wieś i dwór w gminie Nowy Pohost, w powiecie dzisieńskim, w guberni wileńskiej Imperium Rosyjskiego. Pod koniec XIX wieku wieś Bildziugi w gminie Jody należały w części do dworu Milki Trojanowskich, a w części do Kopańskich. Dwór w gminie Nowy Pohost należał do Reszków, następnie do Żydów.
Na początku lat 20 XX wieku wsie Bildziugi początkowo leżały w dwóch gminach (Jody i Nowy Pohost), w późniejszych latach zostały połączone w jedną w gminie Nowy Pohost. Folwark leżał w gminie Nowy Pohost. Miejscowości były w Polsce, w województwie wileńskim, w powiecie dziśnieńskim (od 1926 w powiecie brasławskim).
Według Powszechnego Spisu Ludności z 1921 roku zamieszkiwało:
- wieś Bildziugi (gmina Jody) – 200 osób, 91 było wyznania rzymskokatolickiego, 31 prawosławnego, 30 staroobrzedowego, a 48 mojżeszowego. Jednocześnie 176 mieszkańców zadeklarowało polską, a 24 białoruską przynależność narodową. Było tu 40 budynków mieszkalnych[3].
- wieś Bildziugi (gmina Nowy Pohost) – 184 osoby, 77 było wyznania rzymskokatolickiego, 26 staroobrzedowego, a 81 mojżeszowego. Jednocześnie 20 mieszkańców zadeklarowało polską przynależność narodową, 104 białoruską, a 60 żydowską. Były tu 33 budynki mieszkalne[3].

W 1931 w 73 domach zamieszkiwało 426 osób.
Folwark Bildziugi według Powszechnego Spisu Ludności z 1921 roku zamieszkiwało 38 osób, 9 było wyznania prawosławnego, a 29 mojżeszowego. Jednocześnie 9 mieszkańców zadeklarowało białoruską, a 29 żydowską przynależność narodową. Było tu 6 budynków mieszkalnych. W 1931 w 7 domach zamieszkiwało 33 osoby.
Wierni należeli do parafii rzymskokatolickiej i prawosławnej w Nowym Pohoście. Miejscowość podlegała pod Sąd Grodzki w Druji i Okręgowy w Wilnie; właściwy urząd pocztowy mieścił się w Nowym Pohoście.
W wyniku napaści ZSRR na Polskę we wrześniu 1939 miejscowość znalazła się pod okupacją sowiecką. 2 listopada została włączona do Białoruskiej SRR. Od czerwca 1941 roku pod okupacją niemiecką. W 1944 miejscowość została ponownie zajęta przez wojska sowieckie i włączona do Białoruskiej SRR.
Od 1991 w składzie niepodległej Białorusi.